# Gustav III:s kaffeexperiment
Gustav III:s kaffeexperiment är en påstådd tvillingstudie som ska ha beordrats av Gustav III för att studera hälsoeffekterna av kaffe, med mycket tveksam autenticitet. Enligt berättelsen ska Gustav III ha velat påvisa att kaffe är skadligt, och beordrade en studie som inleddes under andra hälften av 1700-talet. Ett tvillingpar som fängslats och dömts till döden fick sina straff ändrade till livstid. Den ena fången fick sedan te att dricka varje dag, och den andra kaffe, under överinseende av läkare. Enligt traditionen fortsatte studien även efter att kungen mördats 1792, och fången som drack te dog vid 83 års ålder, men före sin kaffedrickande bror. Det finns inga uppgifter om hur gammal han skulle ha blivit. Händelsen kallas ibland skämtsamt Sveriges första kliniska studie.